# René Schoonbrodt
René Schoonbrodt est né en 1935, dans la ville de Limbourg. Docteur en sociologie, il fonde, en 1969 avec Maurice Culot, Jacques Van der Biest et Philippe de Keyzer, l’Atelier de recherche et d'action urbaines (ARAU) dont il occupe la présidence jusqu'en 1999. Au début des années 1970, il fonde Inter-Environnement Bruxelles, une association qui fédère la centaine d'associations de quartier existantes à Bruxelles en matière d'environnement et d'urbanisme 
Professeur émérite de l’Université catholique de Louvain, il est l'auteur de nombreux textes sur la ville et de l'Essai sur la destruction des villes et des campagnes (Editions Mardaga, 1987).
En 1989, il a publié avec Pierre Ansay un recueil de textes philosophiques sur la ville, intitulé Penser la ville (A.A.M. Éditions). Cette anthologie qui cherche à dépister la pensée philosophique sur la ville est une contribution importante au rôle que joue la ville dans l'inconscient collectif.

## Publications
- Penser la ville, choix de textes philosophiques, avec Pierre Ansay, AAM Editions, 1989
- Sociologie de l'habitat social - Comportement des habitants et architecture des cités, aux éditions des Archives d'architecture moderne  (ISBN 2-87143-021-7)
- Vouloir et dire la ville : quarante années de participation citoyenne à Bruxelles, aux éditions des Archives d'architecture moderne  (ISBN 2871431841), 2007
- "De quoi la mobilité est-elle le nom ?", Politique, revue de débats, Bruxelles, no 64, avril 2010.